# 红甲豹蛛
红甲豹蛛（学名：Pardosa cervinopilosa）为狼蛛科豹蛛属的动物。在中国大陆，分布于四川等地。该物种的模式产地在四川。